# Diocèse de Vence
Le diocèse de Vence (en latin : Dioecesis Venciensis) est un ancien diocèse de l'Église catholique en France. Il est un des diocèses historiques de la Provence.

## Histoire

### XVIIIesiècle
Au début du XVIIIe siècle, le clergé de la cathédrale de Vence comprend le prévôt du chapitre, un archidiacre, un capiscol, un sacristain, un théologal, cinq chanoines et huit bénéficiers dont deux sont aussi curés.
Le diocèse est supprimé en 1790 par la constitution civile du clergé.

## Territoire
Le diocèse de Vence était délimité par le Var, l'Estéron et le Loup. Il confinait : au sud, avec le diocèse de Grasse ; à l'ouest, avec le diocèse de Fréjus ; au nord, avec le diocèse de Glandèves ; à l'est, avec le diocèse de Nice.
A la veille de la Révolution Française, le diocèse de Vence comprenait 21 paroisses desservies par 22 curés. Deux d'entre eux qui sont aussi chanoines ou bénéficiers du chapitre assurent, en alternance, les services de la cathédrale.
Les 21 paroisses étaient les suivantes : Andon, Bézaudun, Bouyon, Le Broc, Cagnes, Caille, Carros, La Colle, Courmes, Coursegoules, Dosfraires, Gattières, La Gaude, Gréolières-Basses, Gréolières-Hautes, Saint-Jeannet, Saint-Laurent, Saint-Paul, Tourrettes, Vence et Villeneuve.
Lors de sa suppression en 1801, les paroisses du diocèse de Vence furent rattachées dans un premier temps à l'archidiocèse d'Aix (qui couvrait dès lors les deux départements des Bouches-du-Rhône et du Var), puis en 1822 au diocèse de Fréjus à la suite du rétablissement de ce dernier (couvrant le seul département du Var). À la suite de la création du département des Alpes-Maritimes lors de l'annexion du comté de Nice, les paroisses de l'ancien diocèse de Vence dépendent depuis 1886 du diocèse de Nice.

## Évêques
- Liste des évêques de Vence

## Le temporel et les revenus du diocèse
L'origine des droits seigneuriaux que les évêques de Vence détenaient sur cette ville n'est pas bien connue. Lorsque le comte de Provence Raimond-Bérenger IV inféode, le 7 février 1231, Vence à Romée de Villeneuve, il l'assortit de la suzeraineté sur les autres co-seigneurs de la ville. L'évêque en fait partie car en 1293, les héritiers de Romée de Villeneuve dispensent l'évêque Pierre d'Avignon, de tout hommage. L'un d'entre eux, Pierre-Romée de Villeneuve lui cède, cette même année, le quart des droits de justice et autres droits temporels qu'il détenait à Vence, Coursegoules, Courmes, Thorenc et Saint-Laurent la Bastide.
L'évêque de Vence était aussi seigneur de Bezaudun, de l'Olive du Broc, de Gattières et de Saint-Laurent du Var.

## Abbayes et prieurés

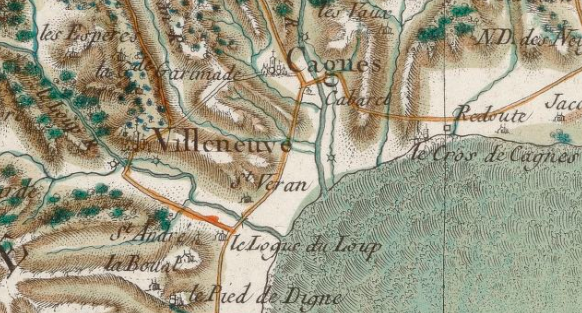
Emplacement du prieuré de Saint-Véran du Loup sur la carte de César-François Cassini (feuille N°169 publiée en 1780).

- Abbaye de Saint-Véran du Loup

Cet établissement religieux, nommé aussi « Notre-Dame de la Dorade » ou « Notre-Dame la Dorée », se situait sur la commune de Cagnes-sur-mer, près de l'embouchure du Loup. Au XVIIe siècle il n'en restait que des ruines et personne ne sait aujourd'hui situer exactement son emplacement.
Saint-Véran du Loup aurait été une abbaye florissante à l'époque carolingienne avant d'être détruite par les Sarrasins. Cette première fondation a peut-être même reçu du comte Leibulfe des biens dans la région d'Arles.
Le monastère renaît au Xe siècle sous l'impulsion notamment de l'évêque de Vence Durant (en latin « Durantus »), qui avait été précédemment abbé de Saint-Eusèbe de Saignon au diocèse d'Apt.
En 1065, un moine de l'abbaye de Lérins nommé Guillaume Truan rédige à l'intention ou à la demande de l'abbé de Lérins Adalbert, un pense-bête dont nous ne savons pas à quel auditoire il était destiné qui résume l'histoire du prieuré, récemment acquis par l'abbaye de Lérins, dans les termes suivants :
« En l'an de l'incarnation de la Parole de Dieu 1005, le 13 novembre, on élut évêque de Vence, dans la ville d'Apt, sous la présidence de l'évêque Étienne, maître Durant, abbé de Saint Eusèbe. Il faut savoir que parce qu'il savait les habitants du coin peu instruits et peu au fait des questions de religion, il s'était adjoint la compagnie de l'un des frères de son monastère nommé Pons. Venant ici et après avoir traversé le fleuve Loup, ils découvrirent l'église de la bienheureuse mère de Dieu que le roi Charlemagne avait construite et à laquelle il avait enrichie de grands dons, que l'on nommait depuis la dorée, maintenant dévastée, désertée et non entretenue. Voici pourquoi Pons s'installa en ce lieu qui était en outre près de la mer et entouré de terres faciles à exploiter, et proche aussi de l'église de monseigneur Durant. En défrichant la fopêt sauvage voisine, il découvrit l'oratoire de Saint-Pierre proche de l'église de la bienheureuse Marie, celui du bienheureux Jean-Baptiste et du bienheureux confesseur Véran ... ».
Le monastère existe dès 1012, et son abbé se nomme alors Constantin. Un couple, vraisemblablement noble, Pierre et Ermengarde, lui fait alors don de divers biens situés dans les terroirs de Vence et de Cannes.
Son abbé Pons, le donne, avec l'accord de l'évêque Durant de Vence et de son chapitre, de l'évêque Adalbert d'Antibes et de l'évêque André de Nice à l'abbé Adalbert de Lérins afin que ce monastère en assure la pérennité,.